# Amphelictogon strumosus
Amphelictogon strumosus är en mångfotingart som beskrevs av Loomis 1938. Amphelictogon strumosus ingår i släktet Amphelictogon och familjen Chelodesmidae. Inga underarter finns listade i Catalogue of Life.